# Óblast de Ivano-Frankivsk
Óblast de Ivano-Frankivsk u óblast de Ivano-Frankovsk (en ucraniano: Іва́но-Франкі́вська о́бласть) es una óblast de Ucrania occidental situada en el sudoeste del país[cita requerida]. Tiene una superficie de 13 928 km²[cita requerida]. Ocupa la mayor parte de la región histórico-etnográfica de Hutsúlshchina y una pequeña área de la región de Bóikivshchina[cita requerida].

## Toponimia
Por decreto del gobierno de la República de Ucrania de noviembre de 1962, el nombre de la óblast cambió de Stanislav a su nombre actual.

## Historia
Bogdán Koziy habría cometido crímenes en Lisets, en la región de Ivano-Frankivsk, mientras era empleado de los nacional-socialistas entre 1942 y 1944.  Nunca fue condenado en ningún tribunal de justicia.
La región de Ivano-Frankivsk se rebeló contra la presidencia del Víktor Yanukóvich en enero de 2014, ilegalizando incluso la simbología del Partido de las Regiones de Yanúkovich.
A continuación de la adhesión de la Crimea a Rusia en 2014, líderes ucranianos prorrusos propusieron que en la región de Ivano-Frankivsk hubiese un referéndum para determinar si Ivano-Frankivsk y óblast vecinas se unirían a la OTAN.  A principios de 2015 había una gran evasión de la leva militar.
En 2022, el  Servicio de Seguridad de Ucrania (SBU) detuvo a separatistas que pretendían crear un país prorruso a ser compuesto por las provincias de Ivano-Frankivsk, Transkarpatia, Leópolis, Ternópol y Chernivtsi.  En 2025, Rusia bombardeó la infraestructura de la región de Ivano-Frankivsk.

## Geografía

### Ubicación
La óblast, que en su parte meridional hace frontera con Rumania, limita también con las óblasts de Chernivtsí, Leópolis, Zakarpatia y Ternópil.[cita requerida]

### Hidrografía
El río más importante de la óblast de Ivano-Frankovsk es el Dniéster (con sus afluentes - Gnila Lipa, Lomnitsya, Bistritsya) y Prut (con su afluente - Cheremosh)[cita requerida]. 

### Clima
Clima continental, con inviernos suaves (temperatura media en enero de −4 a −5,5 °C) y veranos cálidos (temperatura media en julio, de 18 a 19 °C). Precipitaciones atmosféricas, de 500 a 800 mm al año. Duración del período vegetativo, de 210 a 215 días. En los Cárpatos el clima es más extremo y húmedo.[cita requerida]

### Biodiversidad

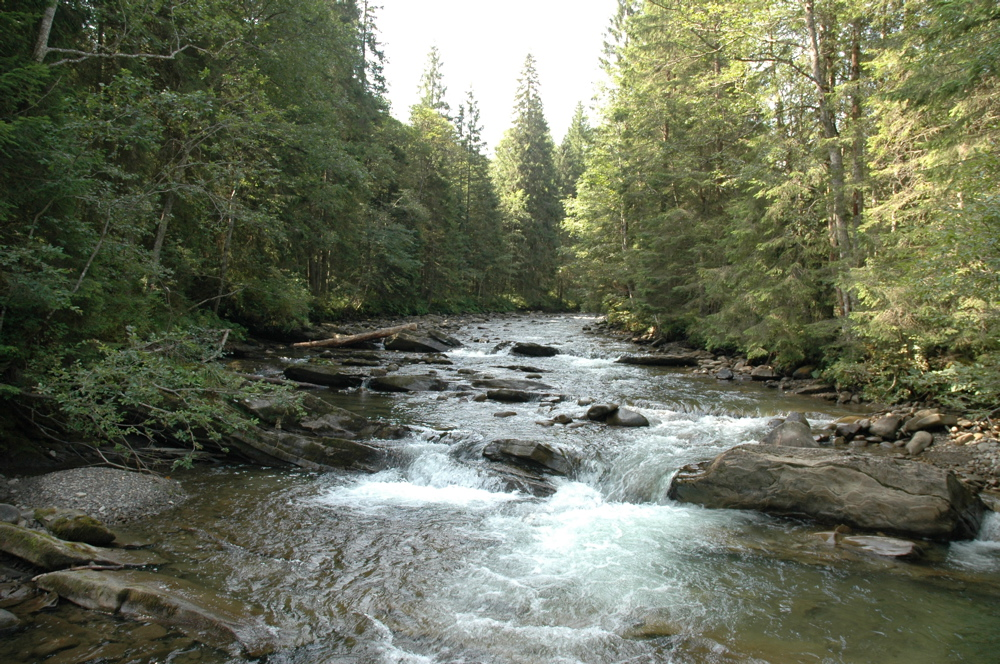
Vista del río Prut

El 35% del territorio son bosques. Predominan robles, hayas, ojaranzos y abetos blancos.
[cita requerida]
En los bosques hay ciervos, corzas, jabalíes, zorros, lobos, tejones, garduñas, linces, oso pardos, sciuridaes, etc.[cita requerida]
Pájaros - zorzales, pájaros carpinteros, lechuzas, urogallos, etc.[cita requerida]

### Demografía

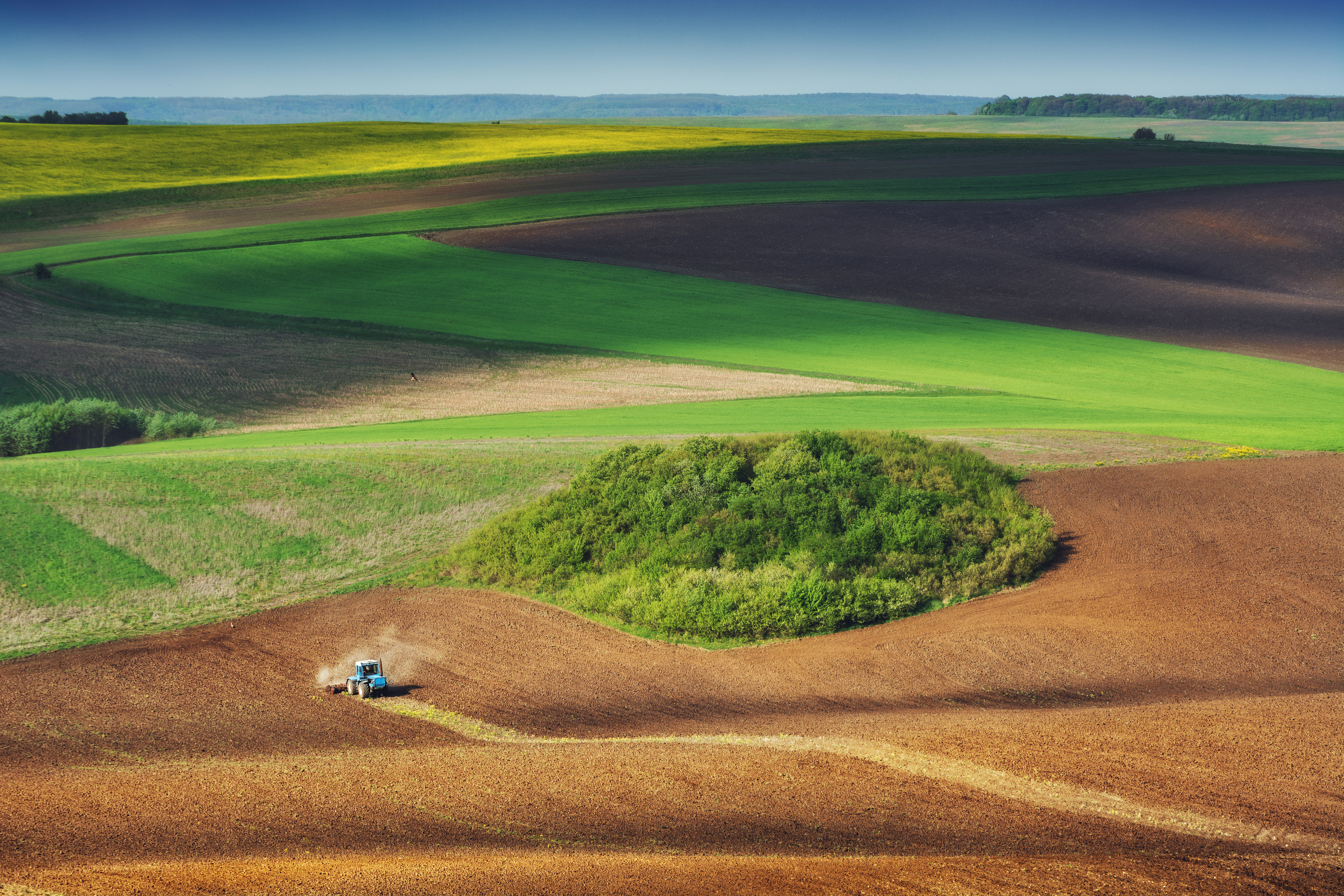
Campos de cultivo

La población a fecha de 1 de enero de 2022 era de 1 351 822 habitantes.  En 1970, la población de la óblast de Ivano-Frankivsk era de 1 250 000.
Étnicamente la mayor parte de la población es ucraniana. Se encuentran pequeñas comunidades de etnias minoritarias (principalmente rumanos y gitanos) en la frontera con Rumania.[cita requerida]

## Economía
En la región de Ivano-Frankivsk se encuentra la estación de esquí de Bukovel, la estación de esquí más grande de Europa oriental.[cita requerida]

## Cultura
El género musical Kolomeika proviene de Kolomyia en la provincia de Ivano-Frankivsk, y se ha esparcido incluso a sitios tan remotos como la Argentina.
El nombre del grupo Kalush, que ganó el Festival de la Canción de Eurovisión 2022, se refiere a Kálush en la provincia de Ivano-Frankivsk, la ciudad natal de su miembro Oleh Psiuk.

## Organización administrativa
El centro administrativo de la óblast de Ivano-Frankivsk es la ciudad de Ivano-Frankivsk.
La Administración local se realiza en el Rada de la óblast de Ivano-Frankivsk. El jefe de la administración gubernamental o de la óblast es el gobernador, persona designada por el presidente de Ucrania.[cita requerida]

### Raiones
En 2020, tras las reformas territoriales en Ucrania, la óblast de Ivano-Frankivsk pasó de tener 14 raiones a solo 6. Los raiones que han dejado de existir son: Raión de Bohorodchany, Raión de Hálych, Raión de Horodenka, Raión de Dolyna, Raión de Rohatyn, Raión de Rozhniativ, Raión de Sniatyn, Raión de Tysmenytsia, Raión de Tlumach.[cita requerida]
| Mapa                     | Raión                    | Nombre en ucraniano | Capital   | Superficie |
|                          | Raión de Verjovyna       | Верховинський район | Verjovyna | - km²      |
| Raión de Kalush          | Калуський район          | Kálush              | - km²     |            |
| Raión de Kolomyia        | Коломийський район       | Kolomyia            | - km²     |            |
| Raión de Kosiv           | Косівський район         | Kosiv               | - km²     |            |
| Raión de Nadvirna        | Надвірнянський район     | Nadvirna            | - km²     |            |
| Raión de Ivano-Frankivsk | Івано-Франківський район | Ivano-Frankivsk     | - km²     |            |
| ------------------------ | ------------------------ | ------------------- | --------- | ---------- |